# Dished (Male Stripper)
Dished (Male Stripper) è un singolo di Purple Disco Machine pubblicato il 18 maggio 2018.

## Video musicale
Il video è stato pubblicato il 3 ottobre 2018.

## Tracce
1. Dished (Male Stripper) – 4:16

## Classifiche
| Classifica (2018) | Posizione massima |
| ----------------- | ----------------- |
| Belgio (Fiandre)  | 36                |
| Belgio (Vallonia) | 72                |